# 里奇蘭 (愛荷華州)
里奇蘭（英語：Richland）是一個位於美國愛荷華州基奧卡克縣的城市。

## 地理
里奇蘭的座標為41°11′06″N 91°59′38″W / 41.18500°N 91.99389°W，而該地的平均海拔高度為235米（即771英尺）。

## 人口
根據2010年美國人口普查的數據，里奇蘭的面積為1.99平方千米，當中陸地面積為1.99平方千米，而水域面積為0.02平方千米。當地共有人口584人，而人口密度為每平方千米293人。